# Lista Publishers Weekly a celor mai bine vândute romane din SUA
- Lista cu cele mai bune romane din SUA pe ani